# Tausonia pamirica
Tausonia pamirica är en svampart som beskrevs av Babeva 1998. Tausonia pamirica ingår i släktet Tausonia och familjen Cyfstofilobasidiaceae.   Inga underarter finns listade i Catalogue of Life.